# Margot Boer
Margot Boer (Woubrugge, 7 agosto 1985) è una pattinatrice di velocità su ghiaccio olandese.

## Palmarès

### Olimpiadi
- 2 medaglie:
  - 2 bronzi (500 m, 1000 m a Soči 2014).

### Mondiali su distanza singola
- 2 medaglie:
  - 2 bronzi (1000 m a Vancouver 2009; 1000 m a Heerenveen 2012).

### Mondiali sprint
- 1 medaglia:
  - 1 bronzo (Heerenveen 2011).